# Stasander
Stasander (Grieks: Στάσανδρος) was een generaal van Alexander de Grote. Na de dood van Alexander werd hij de satraap van Arië en Drangiana. Hij verloor de controle over zijn gebieden nadat hij verslagen was door Antigonos. 
Stasander werd geboren in Cyprus. Stasander en zijn broer Stasanor gingen in dienst bij Alexander en werden uiteindelijk enkele van zijn meest vertrouwde generaals. Het is mogelijk dat ze zo snel gepromoveerd werden omdat ze behoorden bij het koninklijke huis van Soloi. 
Na de dood van Alexander kreeg Stasander Arië en Drangiana als zijn provincies. Tijdens de Diadochenoorlogen sloot hij zich aan bij Eumenes tegen Antigonos. Hij werd verslagen door de Antigoniden in de slag bij Gabiene. Antigonos versloeg zo Eumenes en zijn bondgenoten en gaf Stasanders satrapieën aan Euitus. De datum van Stasanders dood is onbekend.